# Grotte Kouovu
La grotte Kouovu (ou encore le Kouo Vu) est une grotte et un site sacré de lavages et pratiques rituelles de purification à Baleng, village de l'ouest Cameroun en pays Bamiléké.

## Géographie
Le Kouo Vu est une petite grotte qui s'ouvre sous une falaise basaltique. Elle se trouve au fond d'un vallon encaissé dans une portion de forêt, elle-même entourée de terres cultivées de plantes vivrières à la frontière entre les territoires des chefferies Bafoussam et Baleng.

### Faune et flore
Quelques safoutiers et manguiers bordent une portion de forêt. Des escargots géants et crabes d'eau douce pullulent dans ce milieu humide. Une petite rivière s'écoule de cette forêt vers l'entrée de la grotte et devient une cascade au-dessus du porche de 30 mètres de largeur sur 8 mètres de hauteur.
Cette grotte est colonisée par des chauves-souris. L'odeur suffocante des gaz dégagés par le guano prend au nez dès l'entrée de la grotte. La température est plus élevée à l'intérieur. Les restes d'offrandes, de libations et de dépôts organiques aux abords ou dans la cavité ajoutés à cette odeur sert de nourriture à une microfaune détritivore de cafards, moucherons, de fourmis, rats, ...

## Notoriété
La grotte de Kouovu est localement très connue et redoutée. Son entrée effrayante a fait naître de nombreuses légendes, comme celle de la disparition de personnes.
Par des sons de trompette et d'incantations, Mafo Kouo Vu, la kemsi (voyante) et responsable du lieu prévient les divinités de la cavité très sacrée d'une visite.
Les voyants déposent sel, huile de palme, épices, noix de kola, kaolin, cages en raphia, volailles, lapins, … en offrande offertes aux divinités de la grotte. 
Avec les années, le porche d’entrée et les parois de la cavité sont maculés de projections blanches, jaunes ou ocre, de cairns et d'accumulations de substances organiques qui ressemblent à des concrétions.
Les offrandes, libations et projections sont omniprésentes. L’alignement de neuf concrétions symbolise les neuf notables de la chefferie.

## Légende:La grotte qui avale les gens
Une légende locale, documentée par le journal camerounais Le Messager,,,, raconte que deux hommes y ont disparu. Un jeune homme, venu « se laver de la malchance » et son marabout.